# Lita (wrestler)
Amy Christine Dumas, meglio conosciuta come Lita (Fort Lauderdale, 14 aprile 1975), è una wrestler e cantante statunitense.
Dopo aver combattuto per un breve periodo nella Extreme Championship Wrestling tra il 1999 e il 2000, la Dumas ha firmato un contratto con la World Wrestling Federation, rimanendovi fino al suo ritiro avvenuto il 26 novembre del 2006.
In WWF/E ha vinto quattro volte il Women's Championship, una volta il Women's Tag Team Championship con Becky Lynch ed è stata inserita nella WWE Hall of Fame nell'aprile del 2014.

## Biografia
Durante l'infanzia frequentò diverse scuole e si diplomò alla Lassiter High School di Marietta (Georgia). Successivamente si specializzò in educazione alla Georgia State University fino al 1993.
Appassionata di musica, è stata la cantante dei The Luchagors, una band punk rock: esordì con il gruppo nel settembre del 2006, ad un evento svoltosi ad Atlanta (Georgia), e lo abbandonò nel 2014.

## Carriera

### Circuito indipendente (1998–1999)
Amy Dumas iniziò a interessarsi al wrestling dopo aver visto Rey Mysterio Jr. combattere in una puntata di Monday Nitro della World Championship Wrestling. Nel 1997 si recò in Messico per imparare di più sulla disciplina, finanziando il suo viaggio esibendosi in un club privé con lo pseudonimo Misty. Durante il suo periodo in Messico, fu allenata da Kevin Quinn e Ricky Santana.
Dopo essere tornata negli Stati Uniti, la Dumas iniziò a lavorare come valletta nel circuito indipendente con il nome di Angelica. Fece parte della Maryland Championship Wrestling (MCW) assumendo il ruolo di manager di Christopher Daniels. In quel periodo conobbe per la prima volta Jeff Hardy e Matt Hardy, i quali si offrirono di allenarla.

### Extreme Championship Wrestling (1999–2000)
Nell'aprile del 1999, la Dumas venne contattata da Paul Heyman, proprietario e booker principale della Extreme Championship Wrestling. Fece il suo debutto utilizzando il nome di Miss Congeniality, nel ruolo della fidanzata di Danny Doring.
La Dumas fu introdotta a Dory Funk Jr. da Rob Van Dam, e Funk la invitò a frequentare la sua scuola. La Dumas frequentò la scuola di Funk insieme a ventitré uomini, diplomandosi nell'agosto del 1999 per poi tornare in ECW. Nel mentre, Funk e sua moglie elaborarono un filmato della Dumas e lo spedirono alla World Wrestling Federation. La federazione rimase molto impressionata e il 1º novembre, la Dumas firmò un contratto con la WWF. Dopo sei mesi in ECW, fece la sua ultima apparizione il 23 ottobre.

### World Wrestling Federation/Entertainment (2000–2006)

#### Team Xtreme (2000–2001)
Dopo aver affinato le sue abilità nella Memphis Championship Wrestling, alla Dumas le fu assegnato il nome di Lita e venne affiancata a Essa Ríos. Lita e Rios fecero il loro debutto nella puntata di Sunday Night Heat del 13 febbraio 2000, nel quale Rios vinse il Light Heavyweight Championship sconfiggendo Gillberg (fu solo guardando l'episodio che i due appresero i loro nomi, decisi in post produzione). Lita iniziò a imitare le mosse di Rios, tra cui il moonsault e l'hurricanrana. Essa Rios e Lita iniziarono una rivalità con Eddie Guerrero e Chyna che portò a un incontro per l'European Championship tra l'allora campione Guerrero e Rios a Backlash, vinto da Guerrero. Nel mese di maggio, venne ideata una storyline nella quale Lita trovò Rios in compagnìa di Godfather e le sue "prostitute", causando una tensione tra i due. Rios colpì Lita con una powerbomb dopo avergli costato un match. In seguito, Lita si alleò con gli Hardy Boyz (Matt e Jeff), formando una stable conosciuta come Team Xtreme.

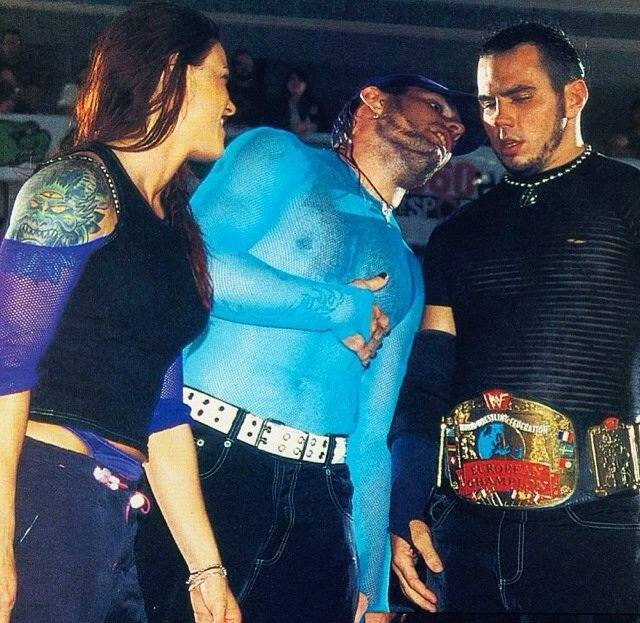
Lita e il Team Xtreme nel 2001.

Durante la sua permanenza nel Team Extreme, Lita sviluppò un'immagine più "alternativa", indossando pantaloni larghi con un perizoma sollevato al di sopra dei suoi pantaloni chiaramente esposto. Lita divenne l'unica donna ad essere coinvolta fisicamente nei Tables, Ladders, and Chairs match.
Nel mese di giugno, il Team Xtreme iniziò una rivalità con i T & A (Test e Albert), mentre Lita ne iniziò una con la loro manager, Trish Stratus. La rivalità si concluse poco tempo dopo Fully Loaded, dove Lita schienò la Stratus in un six-person intergender tag team match. Successivamente, Lita incominciò una rivalità con l'allora campionessa femminile Stephanie McMahon-Helmsley. Nel main event della puntata di Raw Is War del 21 agosto, Lita sconfisse Stephanie con un moonsault conquistando il Women's Championship per la prima volta. Il match incluse anche The Rock nel ruolo di arbitro speciale.
Lita mantenne il Women's Championship per 73 giorni, tra cui una difesa titolata contro Jacqueline in un hardcore match il 9 ottobre. Nel corso del suo regno, Lita fu coinvolta nella rivalità tra gli Hardy Boyz e il team formato da Edge e Christian. Per i frequenti interventi nei loro match, Edge e Christian fecero perdere a Lita il Women's Championship aiutando Ivory a sconfiggerla in un fatal four-way match il 2 novembre a SmackDown!. In quel periodo, Ivory fece parte di una stable basata sulla censura chiamata Right to Censor, la quale prese di mira Lita per il suo modo di vestire e le sue mosse. Il 19 novembre alle Survivor Series, Lita non riuscì a conquistare il Women's Championship in un match contro Ivory a causa dell'interferenza di Steven Richards. Successivamente, iniziò una rivalità con Dean Malenko, affrontandolo in un'occasione per il Light Heavyweight Championship senza successo.
Lita continuò la rivalità con Dean Malenko fino agli inizi del 2001, sconfiggendolo il 19 febbraio a Raw Is War con l'aiuto di Matt Hardy. Dopo il match, Hardy baciò Lita, portando la loro relazione nella vita reale in storyline.

#### The Invasion (2001–2002)
Nel luglio del 2001, Lita e Trish Stratus si allearono per combattere contro Stacy Keibler e Torrie Wilson, membri dell'Alliance: wrestler dell'Extreme Championship Wrestling e della World Championship Wrestling che avevano invaso la WWF come parte della storyline dell'Invasion. A Invasion, Lita e la Stratus sconfissero la Keibler e la Wilson nel primo tag team bra and panties match. Per tutta la durata dell'Invasion, Lita, la Stratus e Jacqueline affrontarono la Keibler, la Wilson e Mighty Molly. L'Invasion si concluse il 18 novembre alle Survivor Series, dove Lita prese parte al six-pack challenge per il Women's Championship che era stato reso vacante dalla campionessa precedente Chyna; Trish Stratus vinse il match e titolo.
Nel tardo 2001, gli Hardy Boyz diedero inizio a una rivalità tra di loro, Lita arbitrò il match tra i due a Vengeance, vinto da Jeff Hardy. Nella puntata di Raw successiva all'evento, Matt sconfisse Lita e Jeff in un handicap match poco dopo aver informato Lita che la loro relazione e gli Hardy Boyz erano finite per sempre. Nella puntata di Raw del 17 dicembre, sia Lita che Jeff Hardy si infortunarono durante un match tra Hardy e The Undertaker. Ciò portò alla riunione del Team Extreme e nella puntata di SmackDown! del 20 dicembre, Matt Hardy subì un infortunio affrontando The Undertaker e il Team Extreme fu rimosso per qualche settimana dai programmi televisivi della WWF.
Gli Hardy Boyz e Lita tornarono in WWF nel febbraio del 2002. Il 17 marzo a WrestleMania X8, Lita affrontò Trish Stratus e Jazz in un triple threat match per il Women's Championship senza successo.
Il 6 aprile 2002 Lita si infortunò al collo durante le riprese della serie televisiva Dark Angel. Il 30 aprile venne operata dal dottor Lloyd Youngblood per fondere due vertebre, la C5 e C6, e passò oltre un anno in riabilitazione; nel frattempo, nel mese di ottobre divenne color commentator di Sunday Night Heat.
Nella puntata di Raw del 21 aprile 2003 Lita venne licenziata dal general manager Eric Bischoff dopo aver rifiutato di posare per la rivista Playboy (kayfabe).

#### Alleanza con Trish Stratus (2003–2004)
Nella puntata di Raw del 15 settembre, tornò dopo un'assenza di diciassette mesi salvando Trish Stratus dall'attacco di Molly Holly e Gail Kim. Il 21 settembre ad Unforgiven, Lita e la Stratus sconfissero la Holly e la Kim in un tag team match. Lità iniziò poi una rivalità con Molly Holly per il Women's Championship e il 16 novembre alle Survivor Series non riuscì a conquistare il titolo. Lita e Matt Hardy si riunirono nella puntata di Raw del 17 novembre dovuto allo spostamento di Hardy da SmackDown! a Raw e in seguito la proposta di matrimonio di Hardy a Lita, la Holly li interruppe e li sfidò insieme a Eric Bischoff in un intergender tag team match. Bischoff aggiunse una stipulazione nella quale Lita avrebbe ottenuto un'opportunità titolata se avesse vinto, ma sarebbe stata licenziata se avesse perso. Hardy e Lita persero il match dopo che Hardy si era rifiutato di dare il cambio rimproverando Lita per essere tornata "egoisticamente" a Raw invece di SmackDown!. Lita venne riassunta la stessa sera per merito di Christian informandola di aver chiesto un favore a Bischoff per reintegrarla. Una settimana più tardi, Lita perse contro Victoria nel primo steel cage match tra donne nella storia della WWE a causa dell'interferenza di Matt Hardy.
Mentre la relazione fra Lita e Christian si sviluppava sempre di più, anche quella fra Trish Stratus e Chris Jericho procedeva allo stesso modo. Nella puntata di Raw del I1º dicembre, si scoprì che quella di Christian e Jericho non era altro che una scommessa su chi avrebbe conquistato per primo le loro rispettive ragazze. Lita e Trish Stratus affrontarono quindi Christian e Jericho il 14 dicembre ad Armageddon in un "Battle of the Sexes" math, vinto da Christian e Jericho. Nella puntata di Raw del 23 febbraio, Lita prese parte a un fatal four-way match per il Women's Championship che includeva anche Molly Holly, Jazz e Victoria, vinto da quest'ultima.

#### Varie faide (2004–2005)
Lita continuò a lottare nella divisione femminile nei primi mesi del 2004 e il 5 aprile a Raw vinse una battle royal diventando la sfidante al Women's Championship. Il 18 aprile a Backlash, perse contro Victoria. La sera successiva a Raw, Lita si riunì con Matt Hardy dopo che Hardy salvò Lita da Kane. Nelle settimane successive, Kane attaccò ripetutamente Hardy e tentò di sedurre Lita. Successivamente, Kane rapì Lita e la sottopose a una serie di violenze psicologiche, e convinse Eric Bischoff a dare un'opportunità titolata a Lita per il Women's Championship il 13 giugno a Bad Blood, dove perse contro Trish Stratus in un fatal-four way match che includeva anche Gail Kim e la campionessa Victoria. La sera successiva a Raw, Lita rivelò di essere incinta. La settimana successiva mentre Hardy stava per chiedere a Lita di sposarlo, Kane lo interruppe affermando di essere il padre del figlio di Lita. La rivalità tra Hardy e Kane si concluse il 15 agosto a SummerSlam, dove Kane sconfisse Hardy in un "Till Death Do Us Part" match in cui Lita avrebbe sposato il vincitore. Lita sposò Kane nella puntata di Raw del 23 agosto. Nella puntata di Raw del 13 settembre, Gene Snitsky colpì Kane con una sedia facendolo cadere su Lita causandole un aborto spontaneo.
Nel mese di novembre Lita tornò a lottare nella divisione femminile e iniziò una rivalità con Trish Stratus, che umiliò costantemente durante la gravidanza di Lita definendola "paffutella" per l'aumento del peso. Lita sfidò così la Stratus in un match per il Women's Championship alle Survivor Series. Al pay-per-view, Lita perse contro la Stratus per squalifica dopo averla attaccata prima con una sedia per poi romperle il naso. Nella puntata di Raw del 6 dicembre, Lita sconfisse la Stratus per conquistare il Women's Championship. Durante il match, Lita sbagliò una suicide dive all'esterno del ring rischiando di infortunarsi. Lita perse il titolo contro la Stratus il 9 gennaio 2005 a New Year's Revolution e nel corso del match si infortunò al legamento crociato anteriore sinistro dopo aver eseguito una Lou Thesz press.
Lita tornò nel mese di marzo alleandosi con Christy Hemme, che era in rivalità con Trish Stratus per il Women's Championship. Nonostante gli allenamenti con Lita, la Hemme perse contro la Stratus a WrestleMania 21. Nelle settimane successive, Lita continuò la rivalità con la Stratus in cui Kane sconfisse l'alleato della Stratus, Viscera il 1º maggio a Backlash.

#### Relazione con Edge e ritiro (2005–2006)
La relazione tra Lita e Kane continuò fino alla puntata di Raw del 16 maggio, quando Lita voltò le spalle a Kane aiutando Edge a sconfiggerlo nella finale del Gold Rush Tournament, diventando una heel. Nella puntata di Raw del 30 maggio, Lita chiese il divorzio a Kane e gettò l'anello nel water. Nella puntata di Raw del 20 giugno, Lita tentò di sposare Edge, ma Kane interferì attaccandò il prete della cerimonia e la loro rivalità si concluse poco tempo dopo.
In quel periodo fuori dai programmi televisivi la Dumas era fidanzata con Matt Hardy, ma iniziò una relazione con Adam Copeland (Edge) che era il migliore amico di Hardy. La WWE tramutò il tutto in una storyline. Nel mese di aprile, Hardy venne licenziato dalla federazione per aver rivelato l'incidente sul suo sito personale, per poi essere riassunto qualche mese dopo. Durante un segmento con Trish Stratus in una puntata di Raw al Madison Square Garden, Lita venne fischiata pesantemente e insultata dal pubblico nonostante fosse una face. Lita rimase al fianco di Edge che sconfisse Hardy a SummerSlam. Nella puntata di Raw del 3 ottobre, Edge sconfisse Hardy in un ladder match e a causa della stipulazione Hardy abbandonò Raw. L'8 gennaio a New Year's Revolution, Edge sconfisse John Cena conquistando il WWE Championship.
Il 20 gennaio Lita ritornò a combattere in un house show e vinse un match di coppia insieme a Victoria contro Trish Stratus e Mickie James.
Successivamente Edge e Lita iniziarono una faida contro Trish Stratus e Carlito; alla rivalità si aggiunsero in seguito anche Randy Orton (dalla parte di Edge e Lita) e John Cena (dalla parte di Trish e Carlito). Nel corso di questa faida, Lita conquistò il titolo femminile contro Mickie James e sfidò Trish ad Unforgiven. Il match si svolge il 17 settembre a Toronto, città natale di Trish, che vinse il match davanti al suo pubblico, ritirandosi dal mondo del wrestling la sera stessa.
Con il ritiro di Trish, il Women's Championship fu reso vacante, e così a Raw venne indetto un torneo. Lita batté tutte le sue avversarie, arrivando in finale contro Mickie James. Le due si affrontarono a Cyber Sunday e a vincere fu Lita, la quale vinse il titolo per la quarta volta. La rivalità portò le ragazze ad affrontarsi nuovamente alle Survivor Series: in questa occasione Lita perse l'incontro e si ritirò dal mondo del wrestling.
Lita si ritirò dalla WWE per dedicarsi tempo pieno alla sua band The Luchagors. Nell'occasione Lita dichiarò che la sua esperienza nel wrestling non era esaurita e l'ipotesi di un ritorno in WWE, che, a detta di Vince McMahon, sarebbe ben accolto dalla società.

#### Apparizioni sporadiche (2007–presente)

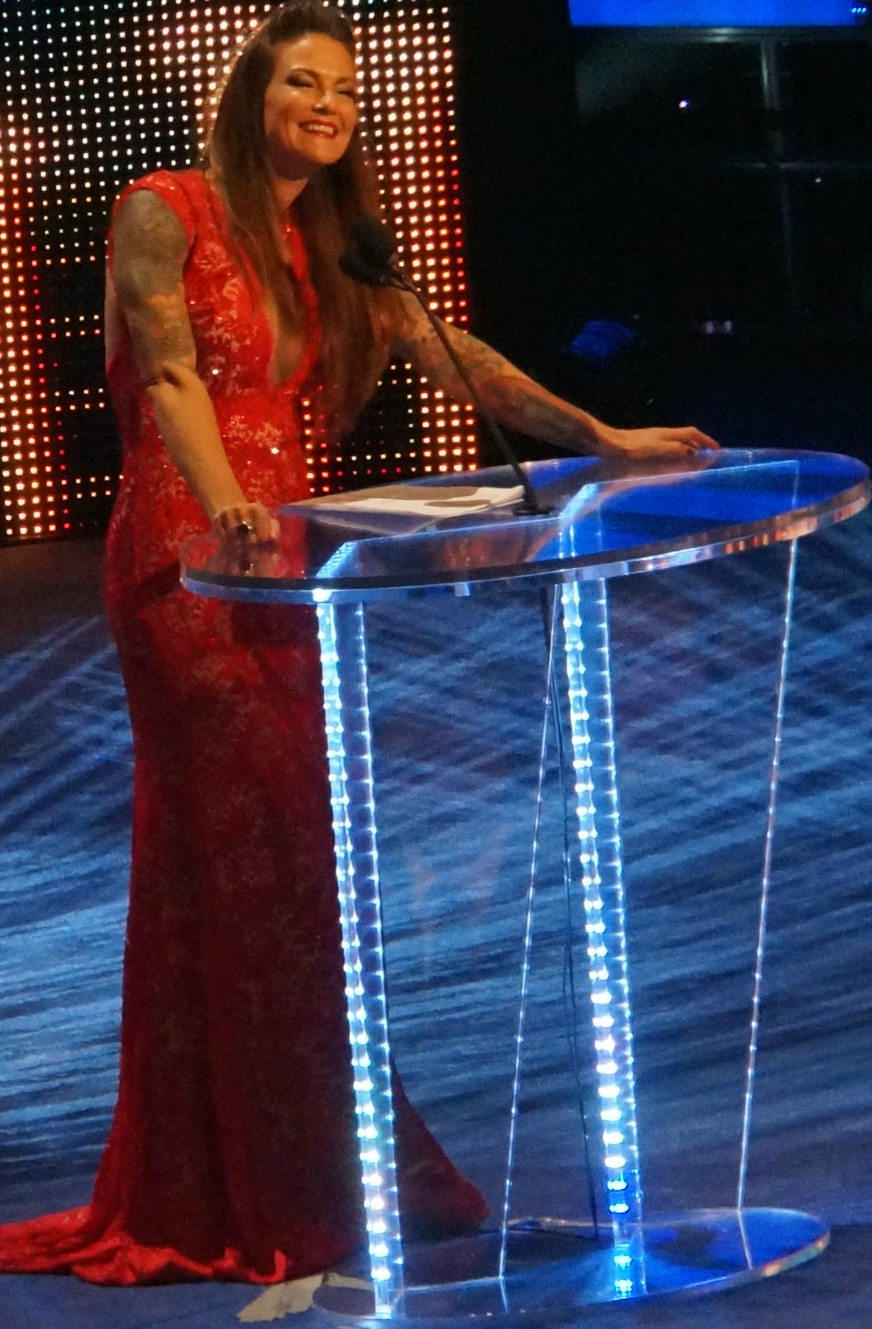
Lita durante la sua introduzione nella WWE Hall of Fame nel 2014

Nel 2007 durante il quindicesimo anniversario di Raw Lita e Trish fecero un'apparizione. Entrarono sul ring per picchiare Jillian Hall che stava cantando. Alla fine le due si abbracciarono tra gli applausi dei fan.
Fece un'apparizione nella puntata speciale di Raw del 12 dicembre 2011, dedicata agli Slammy Award, premiando Kelly Kelly come Diva dell'anno.
Nella puntata numero 1000 di Raw vince un match senza squalifiche contro Heath Slater, grazie anche all'intervento di alcune leggende della WWE come l'Acolyte Protection Agency, Road Warrior Animal e "Rowdy" Roddy Piper.
Nel 2014 è stata inserita nella WWE Hall of Fame ed è stata introdotta da Trish Stratus.
Nel 2015 è uno dei trainer della sesta stagione di WWE Tough Enough assieme a Booker T e Billy Gunn.
Nel 2016, a WrestleMania 32, introduce il nuovo WWE Women's Championship che avrebbe definitivamente sostituito il WWE Divas Championship.
Nel gennaio 2018 torna nel ring partecipando alla Royal Rumble, nel primo royal rumble match femminile della storia, venendo eliminata da Becky Lynch. Il 28 ottobre 2018 partecipa ad Evolution, il primo evento pay-per-view esclusivamente dedicato alle lottatrici femminili, disputando il match di apertura in coppia con Trish Stratus contro Mickie James ed Alicia Fox, accompagnate da Alexa Bliss. 
Il 7 gennaio 2022 in occasione della Royal Rumble, fu annunciato tramite il sito ufficiale della WWE la sua partecipazione all'omonimo match, dove entrò con il numero 26, e dopo aver eliminato Mickie James, fu eliminata da Charlotte Flair dopo 10:21 di permanenza. Nel successivo episodio di Raw, fu ufficializzato un match contro Becky Lynch a Elimination Chamber con in palio il WWE Raw Women's Championship.
Il 27 febbraio 2023 a Raw, vinse il WWE Women's Tag Team Championship insieme a Becky Lynch, dopo aver battuto nel main event della puntata Dakota Kai e Iyo Sky. Dopo essere stata aggredita nel backstage, nel main event dell'episodio di Raw del 10 aprile, fu sostituita da Trish Stratus, che difese il titolo al fianco di Lynch, ma a vincere furono Raquel Rodriguez e Liv Morgan.

## Personaggio

### Mosse finali
- Lita DDT (Snap DDT) – 2003–2006
- Litasault[4] (Moonsault) – 2000–2006
- Twist of Fate (Front facelock cutter) – 2000–2005

## Titoli e riconoscimenti
- American Chronicle
  - Female of the Year (2006)
- Pro Wrestling Illustrated
  - Woman of the Year (2001)
  - Feud of the Year (2005) – Matt Hardy vs. Edge e Lita
- Wrestling Observer Newsletter
  - Most Disgusting Promotional Tactic (2004) – Lita incinta di Kane
  - Worst Feud of the Year (2004) – Kane vs. Matt Hardy e Lita
- WWE
  - WWF/E Women's Championship (4)[66]
  - WWE Women's Tag Team Championship (1) – con Becky Lynch[64]
  - WWE Hall of Fame (classe del 2014)[4]

## DVD dedicati
- Lita: It Just Feels Right (2001)[67]
- WWF Divas: Tropical Pleasure (2002)

## Videogiochi
- WWF No Mercy[68]
- WWF SmackDown! 2: Know Your Role[69]
- WWF SmackDown! Just Bring It[70]
- WWE Raw[71]
- WWE WrestleMania X8[72]
- WWE SmackDown! Shut Your Mouth[73]
- WWE Crush Hour[74]
- WWE WrestleMania XIX[75]
- WWE SmackDown! Here Comes the Pain[76]
- WWE WrestleMania 21[77]
- WWE SmackDown! vs. Raw 2006[78]
- WWE SmackDown vs. Raw 2007[79]
- WWE '13[80]
- WWE 2K14[81]
- WWE 2K16[82]
- WWE 2K17
- WWE 2K18
- WWE 2K19
- WWE 2K20
- WWE 2K23
- WWE 2K24